# Ministerio de Desarrollo Regional de Israel
El Ministro de Desarrollo Regional de Israel (en hebreo: מִשְׂרַד לְפִּתּוּחַ אֲזוֹרִי, transliteración: Sar LePituah Azori) es un miembro del gabinete israelí. El puesto fue creado tras la formación de un nuevo gobierno en marzo de 2009, y está ocupado por Benjamin Netanyahu.
Entre el 6 de julio de 1999 y el 28 de febrero de 2003, existió el Ministro de Cooperación Regional. Sin embargo, el ministerio fue cerrado por el gobierno de Ariel Sharon en 2003.

## Lista de ministros
| N.º                                          | Nombre                                       | Partido                                      | Duración del mandato                         | Duración del mandato                         |                                              |
| Ministro de Cooperación Regional (1999–2003) | Ministro de Cooperación Regional (1999–2003) | Ministro de Cooperación Regional (1999–2003) | Ministro de Cooperación Regional (1999–2003) | Ministro de Cooperación Regional (1999–2003) | Ministro de Cooperación Regional (1999–2003) |
| -------------------------------------------- | -------------------------------------------- | -------------------------------------------- | -------------------------------------------- | -------------------------------------------- | -------------------------------------------- |
| 1                                            | Shimon Peres                                 | Un Israel (Laborista)                        | 6 de julio de 1999                           | 7 de marzo de 2001                           |                                              |
| 2                                            | Tzipi Livni                                  | Likud                                        | 7 de marzo de 2001                           | 29 de agosto de 2001                         |                                              |
| 3                                            | Roni Milo                                    | Centro                                       | 29 de agosto de 2001                         | 28 de febrero de 2003                        |                                              |
| Ministerio abolido en 2003.                  |                                              |                                              |                                              |                                              |                                              |
| Ministro de Desarrollo Regional (2009– )     |                                              |                                              |                                              |                                              |                                              |
| 4                                            | Silvan Shalom                                | Likud                                        | 31 de marzo de 2009                          | 14 de mayo de 2015                           |                                              |
| 5                                            | Benjamin Netanyahu                           | Likud                                        | 14 de mayo de 2015                           | En el cargo                                  |                                              |